# Don’t Forget to Remember Me
Don't Forget to Remember Me jest czwartym singlem Carrie Underwood pochodzącym z debiutanckiej płyty artystkiSome Hearts. Piosenka napisana została przez  Morgane Hayes, Kelley Lovelace i Ashley Gorley, jest to również drugi radiowy singiel. Utwór osiągnął 2. miejsce  Billboard country charts na początku 2006 roku, i 49.  Billboard Hot 100.

## Opis utworu
Underwood opowiada historię pożegnania, kiedy jest gotowa, aby opuścić rodzinny dom po ukończeniu szkoły średniej, a jej matka przypomina jej, aby o niej nie zapomniała. Underwood music zaakceptować fakt, że teraz zaczyna żyć na własną rękę.

## Teledysk
W teledysku, który miał swoją premierę 12 marca 2006, Underwood pokazana jest, kiedy wychodzi z autobusu i podpisuje autografy. W kolejnej scenie Underwood, znajduje się w nowym domu. Widoczna jest retrospekcja do momentu pożegnania z matką, kiedy pakuje bagaż do samochodu i tuli się do swojej mamy, śpiewając "We were loading up that Chevy both tryin' not to cry." Underwood śpiewa również podczas odbierania telefonu w budce telefonicznej, kiedy dzwoni do swojej matki. Na końcu teledysku wchodzi na scenę i śpiewa dla pustej widowni. 
Mama Carrie Underwood - Carole Underwood, pojawiła się w teledysku córki, odgrywając rolę samej siebie.

## Notowania list przebojów
Piosenka zadebiutowała na 54. miejscu Billboard Hot Country Songs chart. Otworzyło to drogę do notowań na the U.S. Billboard Hot 100 na 98. pozycję będąc dwa tygodnie na the Top 30 listy przebojów country.
| Lista przebojów (2006)                   | Pozycja position |
| ---------------------------------------- | ---------------- |
| U.S. Billboard Hot Country Songs         | 2                |
| U.S. Billboard Hot 100                   | 49               |
| U.S. Billboard Pop 100                   | 77               |
| Canadian Radio & Records Country Singles | 3                |